# Jazykovedný časopis
Jazykovedný časopis („czasopismo językoznawcze”) – słowackie czasopismo naukowe, wychodzące od 1948 roku.
W latach 1953–1966 publikowało przede wszystkim artykuły z zakresu historii języka słowackiego i dialektologii. Od 1967 r. koncentruje się na problematyce językoznawstwa ogólnego oraz teorii i metodologii językoznawstwa. Zajmuje się także historią lingwistyki.
Na jego łamach prezentuje się także informacje o najnowszych badaniach z poszczególnych działów lingwistyki (rubryki Diskusie, Rozhľady) oraz informacje o wydarzeniach językoznawczych – konferencjach, sympozjach, kolokwiach itp. Publikuje również informacje o ważnych jubileuszach.